# Lukita Maxwell

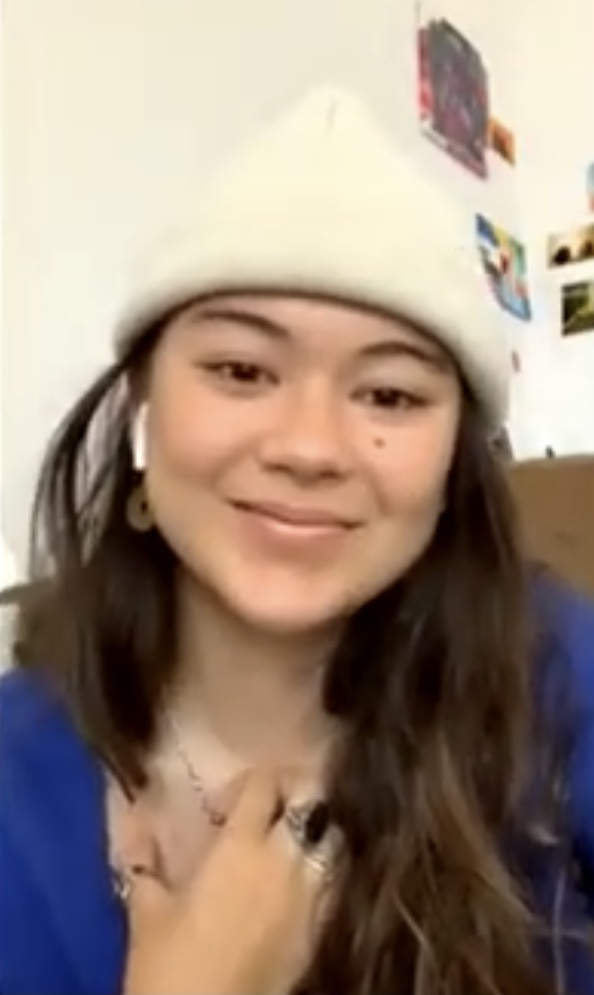
Lukita Maxwell (2021)

Lukita Maxwell (* 27. Oktober 2001 in Jakarta, Indonesien) ist eine indonesisch-US-amerikanische Schauspielerin.

## Leben
Lukita Maxwell wurde in Jakarta auf Indonesien als Tochter einer chinesisch-indonesischen Mutter und eines US-amerikanischen Vaters aus Salt Lake City geboren und wuchs auf Bali sowie im US-Bundesstaat Utah auf. Sie wurde zu Hause unterrichtet und nahm Tanzunterricht. Am Pratt Institute begann sie ein Architekturstudium.
2016 hatte sie als Jillian eine erste Serienrolle in der ABC-Serie Speechless. In der Coming-of-Age-Dramedy-Serie Generation von HBO Max gehörte sie als Delilah zur Hauptbesetzung.
In der Serie Shrinking von Apple TV+ mit Jason Segel als Therapeut James „Jimmy“ Laird übernahm sie 2023 die Rolle von dessen Filmtochter Alice. Ebenfalls 2023 war sie in dem beim South by Southwest Film Festival uraufgeführten Filmdrama The Young Wife von Tayarisha Poe zu sehen. Unter der Regie von Chris Weitz stand sie im selben Jahr für Dreharbeiten zum Horrorfilm They Listen vor der Kamera.
In den deutschsprachigen Fassungen wurde sie unter anderem von Sophie Lechtenbrink in Shrinking, von Jodie Blank in Generation sowie von Jamie Lee Blank  in Speechless synchronisiert.

## Filmografie (Auswahl)
- 2016: Speechless (Fernsehserie, vier Episoden)
- 2016: Where the End Begins (Kurzfilm)
- 2021: Generation (Fernsehserie)
- 2021: The Beginning & The Middle (Kurzfilm)
- 2022: Wake (Kurzfilm)
- 2022: Lucky Fish (Kurzfilm)
- 2023: The Young Wife
- seit 2023: Shrinking (Fernsehserie)
- 2024: Afraid